# 普門寺遺跡
普門寺遺跡（ふもんじいせき）は、群馬県桐生市菱町4丁目に位置する旧石器時代から平安時代にかけての複合遺跡。出土した縄文時代早期の縄文土器には「普門寺式土器」の型式が提唱された。

## 概要
桐生川右岸の通称観音山丘陵の尾根に所在する。戦時中の開墾の際に発見され、1948年（昭和23年）以降、数次にわたる発掘調査が行われている。これまで田戸上層式土器、同下層式土器を中心に多数の土器、石器が出土している。

## 発掘調査の経過
- 1947年（昭和22年）10月、開墾部分

- 1948年（昭和23年）、トレンチ調査

- 1962年（昭和37年）、東側一帯調査

## 普門寺式土器
中部地方を中心に出土している樋沢式土器と同一とされている。早期に編年されている。押型文で、山形、格子目などがみられる。